# قيمة اسمية (اقتصاد)
القيمة الاسمية (بالإنجليزية: Par Value)‏ تعني في التمويل والحساب القيمة المعلنة. ويتحدد هذا المعنى بالنسبة للسندات بالمبلغ أو القيمة الاسمية للسند التي سيدفعها المصدر لحامل السند في تاريخ الاستحقاق، أما الأسهم التجارية فإن القيمة الاسمية هي القيمة التي يتم دفعها لأول مره عند طرح السهم للاكتتاب، وتدفع من قبل المكتتبين في السهم لصالح تغطية رأسمال الشركة.

## روابط خارجية
- «القيمة الاسمية» شبكة الأعلام العربي